# Torfhaus
Torfhaus est un hameau en Allemagne qui fait partie de la commune de Clausthal-Zellerfeld dans l'arrondissement de Goslar en Basse-Saxe. Situé dans le Haut-Harz à une altitude de 800 m s. m., c'est la place peuplée la plus haute de Basse-Saxe.
Torfhaus est une station touristique qui se compose principalement de restaurants d'excursion, d'auberges de jeunesse, de cabanes de ski et de grands parkings. En juillet 2013, un complexe de vacances comprenant un hôtel, des chalets et un magasin de sport en plein air a été ouvert.

## Géographie

Vue a travers le Radaubornmoor vers le Brocken

Torfhaus est situé dans le parc national du Harz sur la route fédérale B 4, à environ 6 km à l'est d'Altenau et à environ 9 km (à vol d'oiseau) au sud de Bad Harzburg. À l'est de Torfhaus, se trouve l'origine de la rivière Radau qui prend sa source dans le Torfhausmoor (aussi appelé Radaubornmoor), une lande pluviale et tourbière surélevée. De l'ouest au nord-nord-ouest de Torfhaus se trouve la chaîne de montagnes Lerchenköpfe avec ses deux émetteurs de radiodiffusion Harz-West et Torfhaus.

## Histoire
Le nom du hameau derive de la coupe de la tourbe qui a été effectuée de 1658 à 1786 et qui a été abandonnée parce qu'il était difficile de faire sécher la tourbe dans le temps qui règne dans la région.
En 1813, Torfhaus ne compte qu'une seule maison et 6 habitants. En 1842 le hameau devient un relais de poste. En 1892, il se compose de deux bâtiments (la maison forestière supérieure et la maison forestière inférieure, la dernière étant aussi bureau de la poste et restaurant) et compte 22 habitants.
Des hôtels ont été construits dans les années suivantes. En 1937 une station auxiliare de pompiers a été créée à Torfhaus, d'ou les employés des hôtels devaient d'abord s'occuper de la lutte contre des incendies jusqu'à l'arrivée des pompiers d'Altenau.
En 1943 existent les hôtels Torfhaus à 35 lits, Brockenkrug à 50 lits et Landhaus Brockenblick à 26 lits aussi qu'un chalet de ski militaire et une gîte des succursales Braunschweig et Hanovre du Club alpin allemand avec 21 lits et 16 logements auxiliaires.
Le 14 avril 1945 des troupes américaines avancent vers Torfhaus, l'occupent le lendemain et le tiennent malgré les contre-attaques allemandes. Lorsque deux soldats américains sont abattus le 25 avril en entrant dans un refuge de ski sur le Schubenstein, les Américains croyaient à une embuscade des habitants, et le 27 avril, les habitants recevraient l'ordre de quitter leurs maisons avant que toute la colonie a été incendiée. Une seule «cabane suisse», la cabane du Club alpin protégée par un drapeau de la Croix-Rouge et la maison d'hôtes "Wilhelmsburg" sont épargnées par ces représailles. La reconstruction du premier hôtel ne commence qu'en 1949.
Torfhaus est connu comme un point de vue sur le Brocken. Il y avait également un centre d'information de la Garde frontière fédérale sur les installations de sécurité des frontières de l'ancienne RDA.

## Tourisme
À Torfhaus se trouve un centre des visiteurs du parc national du Harz. Il y a aussi une auberge de jeunesse.
Torfhaus est un point de départ populaire pour les randonnées. Par exemple, on peut suivre les sentiers Goetheweg qui fait partie de la Harzer Hexenstieg, en passant le Torfhausmoor et la montagne Quitschenberg jusqu'au Brocken. D'autres chemins mènent à Braunlage via Wurmberg ou Achtermannshöhe, d'autres encore comme le Magdeburger Weg en direction d'Altenau. Le Schubensteinweg mène de Torfhaus à l'est. Plusieurs pistes de VTT passent également par Torfhaus. Les cyclistes de course et de tourisme peuvent approcher le hameau par la route d'état 504, également appelée Steile Wand en raison de sa pente, qui vient d'Altenau. Le grand parking "Brockenblick" est un point de rencontre très populaire auprès des motards.
Il y a également des pistes de ski de fond aux Lerchenköpfe. Il y a également une piste de luge avec ascenseur et une piste de ski avec un téléski.

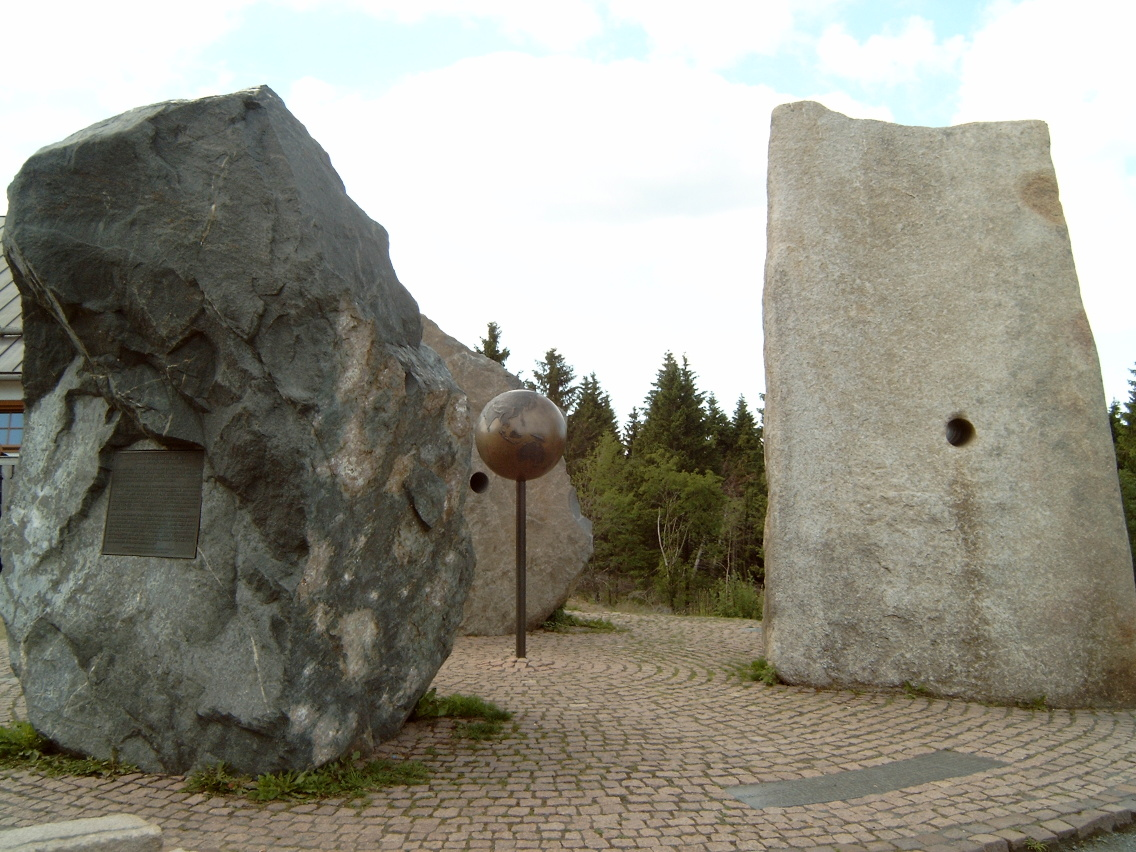
Monument du parc national

Un monument du parc national a été érigé au bord du parking "Brockenblick" à l'occasion de l'EXPO en 2000. Au milieu du monument se trouve un globe en métal, donc trois blocs de roches de diabase, de gabbro et de granit se trouvent dans un angle d'environ 120° chacun. Sur l'un des rochers, il y a une plaque d'inscription avec une description allemande du monument. Entre chacun des trois rochers se trouve une tablette d'écriture encastrée dans le sol, sur laquelle la phrase „Nationalparke – das Naturerbe bewahren“ («Parcs nationaux - Préserver le patrimoine naturel») est écrite en 30 langues au total.

## Émetteurs de radiodiffusion

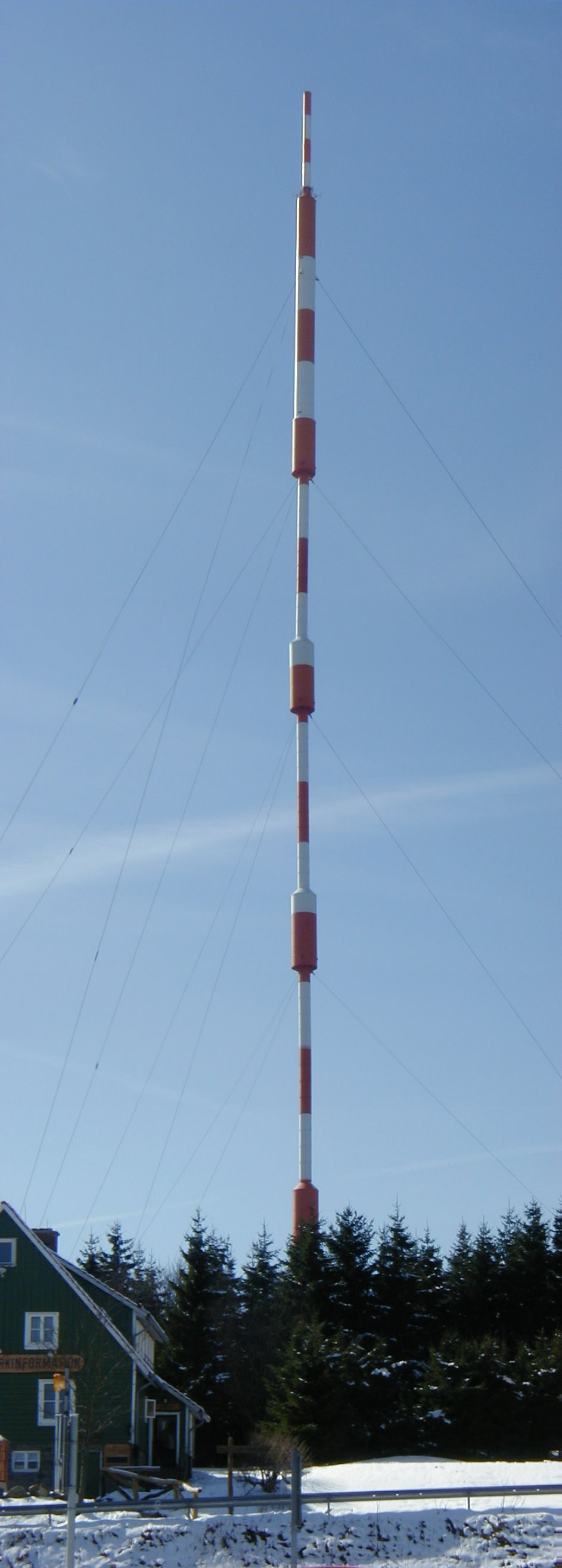
Émetteur Harz-West

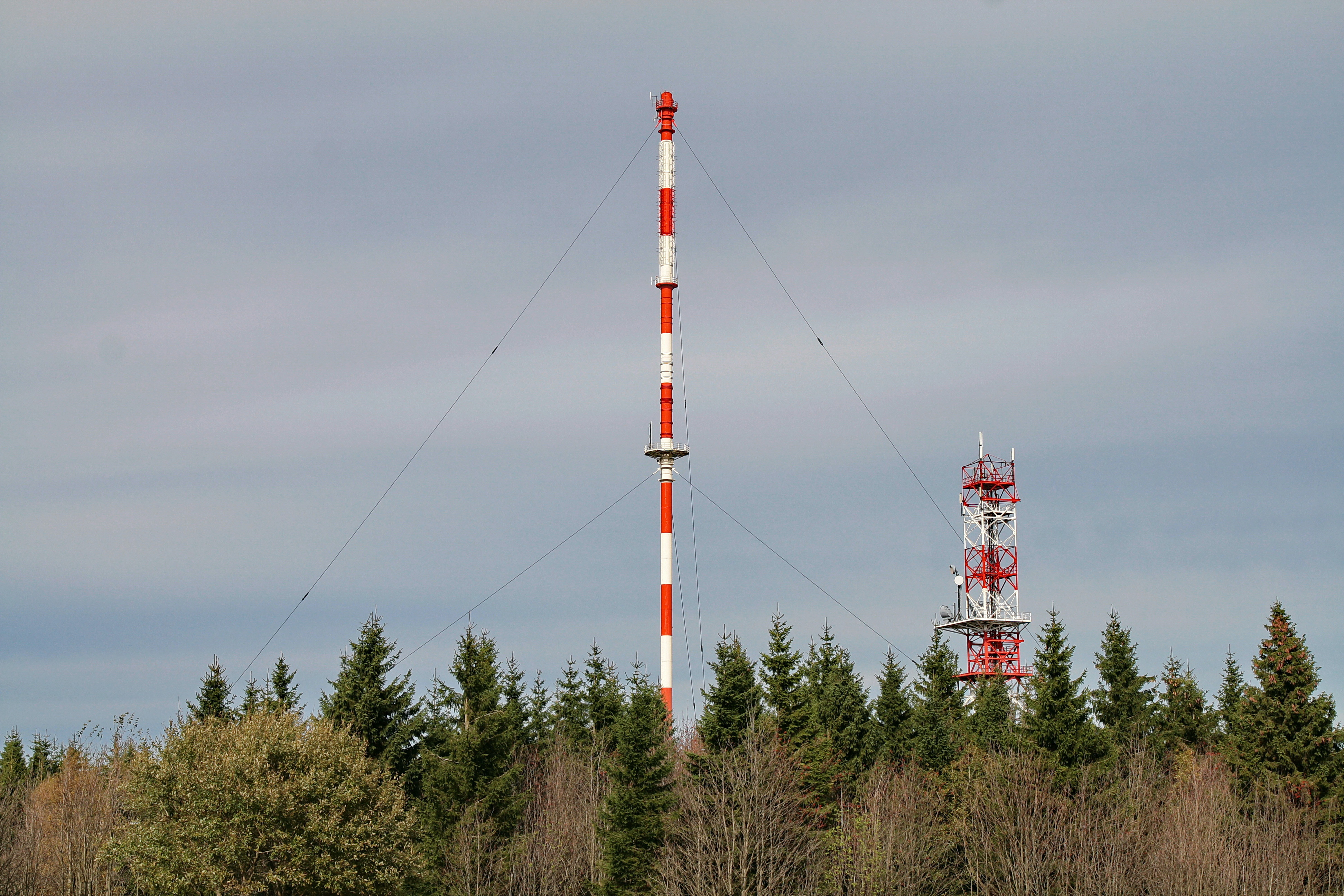
Émetteur Torfhaus

Les deux sommets des Lerchenköpfe qui appartiennent à Torfhaus sont les locations des émetteurs de radiodiffusion. Norddeutscher Rundfunk opère l'émetteur Harz-West sur le sommet sud avec son mât de 235 m de hauteur qui sert à la télévision_numérique et à la radiodiffusion sur ondes ultra-courtes. L'émetteur Torfhaus sur le sommet nord est operé par Deutsche Funkturm, une subdivision de Deutsche Telekom, et sert à la radiodiffusion sur ondes ultra-courtes et au faisceau hertzien. Il possède deux mâts dont la hauteur est 130 m et 57 m.
Sur le mât de l'émetteur Harz-West se trouve aussi l'antenne d'un relais pour le radio-amateurisme avec l'indicatif DB0HW qui opère sur la bande des 70 cm.

## Personnages liées
Le pionnier de l'aviation Walter Spengler (1896 - 1930) vivait à Torfhaus. Son monument se trouve à l'entrée sud du hameau.